# Davide Amaduzzi
Davide Amaduzzi (Bologna, 4 agosto 1972) è un pilota automobilistico italiano, che nel corso della sua carriera ha gareggiato con vetture monoposto, GT, prototipi e ha partecipato a competizioni NASCAR in Europa e negli Stati Uniti.

## Carriera

### Inizi e competizioni di monoposto
Amaduzzi ha iniziato a gareggiare nel karting a circa 10 anni, vincendo il titolo italiano nella categoria 100cc nel 1990. Dal 1991 è passato alle monoposto, partecipando a campionati come la Formula 2000 e la Formula 3 italiana. Negli anni successivi ha gareggiato anche nella Formula Renault e nella Formula 3000, in Europa e negli Stati Uniti. Tra il 1995 e il 1997 ha partecipato a tre giornate di test non ufficiali con vetture di Formula 1, guidando per i team AGS-Ford, Larrousse-Ford e Benetton-Ford sui circuiti di Le Luc e Spa-Francorchamps.

### GT e prototipi
Dal 2000, Amaduzzi si è dedicato principalmente alle competizioni GT e prototipi, gareggiando in eventi come il FIA GT e il GT Italiano con vetture Ferrari, Porsche e Lamborghini. Dal 2008 ha iniziato una collaborazione con la Scuderia La.Na, correndo con diverse Ferrari, tra cui la 430 GT e la 550, in competizioni endurance e GT in Italia e all'estero.

### NASCAR e competizioni negli Stati Uniti
Nel 2010 ha esordito negli ovali americani nella ARCA Truck Series. Negli anni seguenti ha partecipato a varie competizioni NASCAR, inclusa la NASCAR Euro Series e la NASCAR Super Truck Series. Nel 2013 è stato il primo pilota italiano a ottenere un podio su un ovale in una gara NASCAR ufficiale in Europa.

### Istruttore di guida e collaudatore
Amaduzzi ha lavorato come istruttore di guida sportiva per case automobilistiche come Ferrari, Lamborghini e BMW. Dal 2023 è coach driver per Pagani Automobili, collaborando agli eventi “Arte in Pista” con la vettura Pagani Huayra R. Dal 2014, inoltre, ha un accordo con una società esterna per i test delle vetture stradali e Challenge Ferrari, che gli permette di collaborare come collaudatore esterno, contribuendo allo sviluppo delle vetture GT.

## Attività televisiva
Dall'inizio degli anni 2000, Amaduzzi è stato ospite come opinionista in vari programmi televisivi dedicati alla Formula 1, su reti nazionali e regionali. Dal 2021 è uno degli ospiti regolari del programma “Processo al Gran Premio,” condotto da Veronique Blasi, per l’analisi post-GP.

## Palmarès
| Anno      | Competizione                                       | Risultato                                                               |
| --------- | -------------------------------------------------- | ----------------------------------------------------------------------- |
| 2023      | Radical Cup Romania                                | 1 gara, P2 Overall                                                      |
| 2023      | Formula X Italian Series                           | 1 gara, P1 a Monza                                                      |
| 2023      | Ligier European cup LMP4 with smart racing Romania |                                                                         |
| 2022      | Italian GT Series GT Cup                           | P5 Porsche Cup 991-2                                                    |
| 2021      | Super Proto Series                                 | P1 Overall                                                              |
| 2021      | Italian Prototype Series                           | 1 gara a Monza, DNF                                                     |
| 2021      | NASCAR Euro Series                                 | Final Series a Vallelunga, P9                                           |
| 2020      | Italian Master Prototype Series                    | P3 Overall                                                              |
| 2019      | NASCAR Super Truck Series                          |                                                                         |
| 2019      | Italian Master Prototype Series                    | 1 gara a Monza, P3                                                      |
| 2018      | NASCAR Super Truck Series                          |                                                                         |
| 2018      | Pirelli World Challenge GT USA                     | 4º Overall GT cup – Lamborghini Huracan ST                              |
| 2017      | Endurance Champions Cup                            | 3º Overall Proto Class                                                  |
| 2017      | NASCAR Super Truck Series                          | 1º posto Tucson Speedway                                                |
| 2016      | Endurance Champions Cup                            | Wolf-Honda CN2                                                          |
| 2015      | Endurance Champions Cup                            | 1º Overall e 1º Class Prototype – Wolf-Honda CN2                        |
| 2014      | 24h Classic Nurburgring Nordschleife               | 1º di Classe                                                            |
| 2014      | GT Italian Cup                                     | Ferrari 458 GT CUP, 1 gara, 1 vittoria                                  |
| 2014      | Italian Trophy F.3/Sport                           | 2º Overall                                                              |
| 2013      | NASCAR NWAAS Stock Car Series USA                  |                                                                         |
| 2013      | NASCAR NWES Stock Car Euro Series                  | 3º posto Overall Oval Tours Speedway                                    |
| 2013      | NASCAR K&N PRO SERIES                              | 1 gara a Sonoma, Infineon Raceway                                       |
| 2012      | 24h Classic Nurburgring Nordschleife               | 1º di Classe                                                            |
| 2012      | NASCAR NWAAS Stock Car Series USA                  |                                                                         |
| 2011      | International GT Sprint                            | Ferrari 430 GT CUP – 2 vittorie                                         |
| 2010      | International GT Sprint                            | Ferrari 430 GT CUP – 2 vittorie                                         |
| 2010      | USA ARCA Truck Series                              | 2 gare – miglior risultato 7º Overall                                   |
| 2010      | 100 Miles Magione                                  | Ferrari 430 GT2 – 2º Overall                                            |
| 2010      | GT Italian Championship                            | Ferrari 430 GT CUP – 1 vittoria                                         |
| 2009      | Formula Free Repubblica Ceca                       | 1º Overall                                                              |
| 2009      | Formula 2000 Light Over                            | 2º Overall                                                              |
| 2009      | Lamborghini Super Trofeo Pro Driver                | 4º Overall                                                              |
| 2009      | GT Italian Championship                            | Ferrari 430 GT CUP                                                      |
| 2008      | Endurance GT Series                                | 1º Overall – Ferrari 550-360-430                                        |
| 2007      | FIA GT                                             | 1 gara, 2º Overall Categoria Citation – Corvette C5 GT1                 |
| 2007      | Endurance GT Series                                | 2 gare con Viper GT3 – 2 vittorie                                       |
| 2007      | Formula 3000 Australian Championship               | 3º Overall                                                              |
| 2007      | Euro Formula 3000                                  | 1º Classe B                                                             |
| 2006      | Formula 4000 Australian Championship               | 2º Overall                                                              |
| 2005      | FIA GT Championship                                | Porsche 911 GT2                                                         |
| 2004      | Formula Gloria Italian Championship                | 1º Overall                                                              |
| 2004      | Formula Gloria Swiss Championship                  | 1º Overall                                                              |
| 2003      | Formula Gloria Italian Championship                | 3º Overall                                                              |
| 2002      | Formula 2000 Canadian Series                       | 2º Overall                                                              |
| 2002      | Formula 2000 Winter Canadian Series                | 1º Overall                                                              |
| 2002      | Formula Arcobaleno Italian Championship            | 3º Overall                                                              |
| 2001      | Formula Renault Italian Challenge                  | 4º Overall                                                              |
| 2000      | Formula Renault Italian Challenge                  | 1º Overall                                                              |
| 1999      | Formula 1 Testing                                  | con Benetton-Renault                                                    |
| 1999      | USA Championship Formula Barber Dodge              | 2º Overall                                                              |
| 1998      | Formula Ford Italian Challenge                     | 2º Overall                                                              |
| 1997      | Formula Renault Eurocup                            |                                                                         |
| 1996      | Formula Renault Class B French Championship        | 2º Overall                                                              |
| 1996      | Formula 1 Testing                                  | con Larrousse-Ford                                                      |
| 1995      | Formula 1 Testing                                  | con AGS-Ford                                                            |
| 1995      | Formula 3 Italian Championship                     |                                                                         |
| 1994      | Formula 3 e Formula 2000 Italian Championship      |                                                                         |
| 1993      | Formula 3 Italian Challenge                        | 3º Overall                                                              |
| 1992      | Formula 2000 Italian Championship                  |                                                                         |
| 1990      | Karting 100cc International                        | Campione Italiano                                                       |
| 1983-1991 | Karting                                            | Cadetti, Nazionale, e Internazionale 100cc (3 volte campione regionale) |

## Istruttore di Guida
Amaduzzi è anche un istruttore professionista con esperienza in scuole di guida prestigiose:
- 2001-2003 - Istruttore con "Guidare Pilotare di Siegfried Stohr" (BMW School)
- 2005-2008 - Istruttore con "Fiorano Ferrari UK"
- 2006-2009 - Chief Instructor con "Lamborghini Academy"
- 2009-2011 - Responsabile della Ice and Snow School Livigno by Subaru
- 2014-2016 - Test driver di auto stradali per la Ferrari